# يحيى السميط
يحيى فهد الفهد السميط، سياسي كويتي، ووزير الدولة للشؤون الإسكان الكويتي السابق من عام 1990 حتى 1991.

## السيرة الشخصية
ولد بالكويت عام 1944، حاصل على شهادة البكالوريوس في علوم الجيولوجيا من جامعة أريزونا الشمالية في الولايات المتحدة الامريكية عام 1971، وبعد تخرجه عمل كموظف جيولوجي بدائرة الشوؤن الفنية "وزارة المالية والنفط"، ثم تدرج بعدها حتى أن أصبح وكيل وزارة مساعد للشؤون الاقتصادية في شركة نفط الكويت، وقام أثناء توليه المنصب بتقديم العديد من الدراسات الاقتصادية.

## حياته المهنية
- ناظر العلاقات المحلية - شركة نفط الكويت.
- ناظر عام خدمات الإنتاج - شركة نفط الكويت.
- وزير الدولة للشؤون الإسكان الكويتي ورئيس مجلس إدارة الهيئة العامة للإسكان 1990.
- عضو مجلس إدارة مؤسسة البترول الوطنية.
- عضو مجلس إدارة الجمعية الكويتية.
- عضو المجلس الأعلى للإسكان.
- عضو المجلس الأعلى للتخطيط.

## وصلات خارجية
- [2]